# 비토 (치즈)
비토(이탈리아어: Bitto) 또는 비토 스토리코(이탈리아어: Bitto storico)는 원산지 명칭 보호를 받는 이탈리아산 치즈이다. 롬바르디아주에서 많이 생산되며 이 지역의 비토강에서 이름을 땄다. 목초지가 짐승의 활동에 영향을 많이 받기 때문에 소들이 노니는 여름 몇 개월 동안만 고지에서 생산된다.
발테리나 계곡에서 우유로 만들며 10~20%의 염소 우유를 추가하는 것은 의무이다. 염소 우유를 많이 첨가하면 오랫동안 저장이 가능하다고 한다. 하지만 여러 복합적 요소가 있기 때문에 낙농업자가 염소 우유 첨가 비율을 결정한다.